# Rüdiger Lorenz (Regisseur)
Rüdiger Lorenz ist ein deutscher Regisseur und Drehbuchautor.

## Leben
Nach dem Abitur studierte Lorenz an der Hochschule für angewandte Wissenschaften München, Grafik und Fotografie. Anschließend arbeitete er ein Jahrzehnt als Werbedesigner. Über die Fotografie kam er dann zum Film. Er ist Besitzer der Rüdiger Lorenz Filmproduktion. 2005 war er gemeinsam mit Benedikt Kuby und Bernd Strobel für den Adolf-Grimme-Preis 2005 für Der Letzte seines Standes? nominiert. Lorenz lebt in Icking.

## Filmographie (Auswahl)
- 1991– : Eisenbahn-Romantik (Drehbuch)
- 1993–2008: Der Letzte seines Standes?[3]  (Regie, Drehbuch, teilweise Kamera) 24 Folgen von insgesamt 68 der 1991 bis 2008 produzierten Serie
- 1995– : Schätze der Welt (Regie, Drehbuch)